# Azzurra Volley San Casciano
Il Bisonte Firenze, włoski żeński klub siatkarski powstały w 1975 w San Casciano in Val di Pesa. Klub występuje w rozgrywkach Serie A1 pod nazwą Il Bisonte Firenze, do której po raz pierwszy w historii awansował w 2014 roku. 

## Kadra zawodnicza

### Sezon 2023/2024[2]
- 1.  Nausica Acciarri
- 3.  Manuela Ribechi
- 4.  Mayu Ishikawa
- 6.  Giulia Leonardi
- 7.  Ilaria Battistoni
- 8.  Lina Alsmeier
- 9.  Ailama Cesé Montalvo
- 10.  Kendall Kipp (od 08.01.2024)[3]
- 11.  Alexandra Lazic
- 12.  Alessia Mazzaro
- 13.  Emma Graziani
- 19.  Beatrice Agrifoglio
- 24.  Anastasija Krajduba
- 26.  Lauren Stivrins

### Sezon 2022/2023
- 1.  Rhamat Alhassan
- 2.  Amandha Sylves
- 3.  Carlotta Cambi (do 31.12.2022)
- 4.  Britt Herbots
- 6.  Gaia Guiducci
- 7.  Celine Van Gestel
- 9.  Sara Panetoni
- 10.  Jolien Knollema
- 11.  Anna Adelusi
- 12.  Terry Enweonwu
- 13.  Emma Graziani
- 15.  Sylvia Nwakalor
- 17.  Bianca Lapini
- 18.  Dayana Kosareva
- 23.  Ofelia Malinov (od 13.01.2023)

### Sezon 2021/2022
- 1.  Indre Sorokaitė (do 16.01.2022)
- 2.  Amandha Sylves
- 3.  Carlotta Cambi
- 5.  Francesca Bonciani
- 7.  Celine Van Gestel
- 9.  Sara Panetoni
- 10.  Jolien Knollema
- 11.  Yvon Beliën
- 12.  Terry Enweonwu
- 13.  Emma Graziani
- 14.  Maddalena Golfieri
- 15.  Sylvia Nwakalor
- 17.  Bianca Lapini
- 19.  Astou Diagne
- Lauren Stivrins (od 21.03.2022)

### Sezon 2020/2021
- 1.  Terry Enweonwu
- 2.  Arianna Vittorini
- 3.  Carlotta Cambi
- 4.  Rebecka Lazic
- 7.  Celine Van Gestel
- 8.  Sara Alberti
- 9.  Sara Panetoni
- 10.  Naoko Hashimoto
- 11.  Yvon Beliën
- 12.  Anastasia Guerra
- 14.  Fatim Yassimina Kone
- 15.  Sylvia Nwakalor
- 17.  Maila Venturi
- 18.  Alicia Ogoms (od 13.01.2021)

### Sezon 2019/2020
- 1.  Daly Santana
- 2.  Sara Alberti
- 4.  Jana Franziska Poll (od 29.01.2020)
- 5.  Denise Meli
- 6.  Mikaela Foecke
- 7.  Alice Degradi
- 9.  Nika Daalderop
- 10.  Giulia De Nardi
- 12.  Alice Turco
- 13.  Sarah Fahr
- 14.  Laura Dijkema
- 15.  Sylvia Nwakalor
- 17.  Maila Venturi
- 19.  Emily Maglio

### Sezon 2018/2019
- 1.  Indre Sorokaitė
- 2.  Sara Alberti
- 3.  Louisa Lippman
- 5.  Francesca Bonciani
- 6.  Tijana Malešević
- 7.  Alice Degradi
- 8.  Daly Santana
- 9.  Nika Daalderop
- 10.  Beatrice Parrocchiale
- 11.  Sonia Candi
- 14.  Laura Dijkema
- 15.  Mina Popović
- 17.  Maila Venturi

### Sezon 2017/2018
- 1.  Indre Sorokaitė
- 2.  Sara Alberti
- 3.  Marta Bechis
- 5.  Francesca Bonciani
- 6.  Alessia De Stefano
- 7.  Hannah Tapp
- 8.  Daly Santana
- 9.  Chiara Di Iulio
- 10.  Beatrice Parrocchiale
- 11.  Chiaka Ogbogu
- 12.  Giulia Pietrelli
- 14.  Ivana Miloš
- 16.  Valentina Tirozzi
- 18.  Laura Dijkema

### Sezon 2016/2017
- 1.  Indre Sorokaitė
- 2.  Natalia Guadalupe Brussa
- 3.  Marta Bechis
- 4.  Odina Bayramova
- 5.  Maria Chiara Norgini
- 6.  Valeria Rosso
- 7.  Stephanie Enright
- 8.  Francesca Bonciani
- 9.  Laura Melandri
- 10.  Beatrice Parrocchiale
- 11.  Vittoria Repice
- 12.  Giulia Pietrelli
- 13.  Raffaella Calloni

### Sezon 2015/2016
- 1.  Elena Perinelli
- 3.  Nađa Ninković (do 27.12.2015)
- 3.  Marta Bechis (od 29.12.2015)
- 5.  Fiamma Mazzini
- 6.  Carmen Țurlea
- 7.  Chiara Negrini
- 8.  Ilka Van de Vyver (do 27.01.2016)
- 10.  Beatrice Parrocchiale
- 11.  Tereza Vanžurová
- 12.  Giulia Pietrelli
- 13.  Raffaella Calloni
- 14.  Nataša Krsmanović (od 15.01.2016)
- 15.  Linda Martinuzzo
- 17.  Senna Ušić-Jogunica (od 30.01.2016)

### Sezon 2014/2015
- 1.  Federica Mastrodicasa
- 2.  Alessandra Petrucci
- 3.  Rita Liliom
- 6.  Carmen Țurlea
- 7.  Chiara Negrini
- 8.  Adele Poggi
- 9.  Giulia Pascucci
- 10.  Beatrice Parrocchiale
- 11.  Letizia Savelli
- 12.  Giulia Pietrelli
- 13.  Raffaella Calloni
- 15.  Floriana Bertone
- 18.  Giorgia Vingaretti

### Sezon 2013/2014
- 1.  Federica Mastrodicasa
- 2.  Alessandra Focosi
- 5.  Silvia Lotti
- 8.  Silvia Giovannelli
- 9.  Francesca Villani
- 10.  Beatrice Parrocchiale
- 11.  Letizia Savelli
- 12.  Giulia Pietrelli
- 14.  Elena Koleva
- 15.  Floriana Bertone
- 18.  Giorgia Vingaretti